# Адам Марушич
Адам Марушич (чорн. Adam Marušić, нар. 17 жовтня 1992, Белград) — чорногорський футболіст, захисник, півзахисник клубу «Лаціо» та національної збірної Чорногорії.

## Клубна кар'єра
Народився 17 жовтня 1992 року в місті Белград. Вихованець юнацьких команд футбольних клубів «Партизан», «Телеоптик» та «Вождовац». У 2010 році у складі останнього він дебютував за команду в чемпіонаті Сербії, в якій провів чотири сезони, взявши участь у 89 матчах чемпіонату. Більшість часу, проведеного у складі «Вождоваца», був основним гравцем команди.
Влітку 2014 року Адам перейшов у бельгійський «Кортрейк» за €450,000.. 27 липня в матчі проти «Зюльте-Варегем» він дебютував у Жюпіле лізі. 9 серпня у поєдинку проти «Мехелена» Марушич забив свій перший гол за «Кортрейк». У другому сезоні він став футболістом основи і провів майже всі матчі без замін.
Влітку 2016 року Адам перейшов в інший бельгійський клуб «Остенде». 31 липня у матчі проти «Генка» він дебютував за нову команду. 14 серпня в поєдинку проти «Мускрон-Перювельз» Марушич забив свій перший гол за «Остенде».
1 липня 2017 року гравець підписав контракт з італійським клубом «Лаціо» строком до 30 червня 2022 року. Станом на 25 лютого 2018 року відіграв за «біло-блакитних» 23 матчі в національному чемпіонаті.

## Виступи за збірну
27 березня 2015 року дебютував в офіційних матчах у складі національної збірної Чорногорії в відбірковому матчі чемпіонату Європи проти збірної Росії.
| Дата       | Місто       | Господарі          | Результат | Гості       | Турнір            | Голи | Примітки |
| ---------- | ----------- | ------------------ | --------- | ----------- | ----------------- | ---- | -------- |
| 27-3-2015  | Подгориця   | Чорногорія         | 0 – 3     | Росія       | Відбір до ЧЄ 2016 | -    |          |
| 14-6-2015  | Стокгольм   | Швеція             | 3 – 1     | Чорногорія  | Відбір до ЧЄ 2016 | -    |          |
| 5-9-2015   | Подгориця   | Чорногорія         | 2 – 0     | Ліхтенштейн | Відбір до ЧЄ 2016 | -    | 47', 68' |
| 8-9-2015   | Кишинів     | Молдова            | 0 – 2     | Чорногорія  | Відбір до ЧЄ 2016 | -    | 69'      |
| 9-10-2015  | Подгориця   | Чорногорія         | 2 – 3     | Австрія     | Відбір до ЧЄ 2016 | -    |          |
| 12-10-2015 | Москва      | Росія              | 2 – 0     | Чорногорія  | Відбір до ЧЄ 2016 | -    | 67'      |
| 12-11-2015 | Скоп'є      | Північна Македонія | 4 – 1     | Чорногорія  | товариський матч  | -    | 46'      |
| 24-3-2016  | Пірей       | Греція             | 2 – 1     | Чорногорія  | товариський матч  | -    |          |
| 29-3-2016  | Подгориця   | Чорногорія         | 0 – 0     | Білорусь    | товариський матч  | -    |          |
| 4-9-2016   | Клуж-Напока | Румунія            | 1 – 1     | Чорногорія  | Відбір до ЧС 2018 | -    |          |
| 8-10-2016  | Подгориця   | Чорногорія         | 5 – 0     | Казахстан   | Відбір до ЧС 2018 | -    |          |
| 11-10-2016 | Копенгаген  | Данія              | 0 – 1     | Чорногорія  | Відбір до ЧС 2018 | -    |          |
| 11-11-2016 | Єреван      | Вірменія           | 3 – 2     | Чорногорія  | Відбір до ЧС 2018 | -    |          |
| 26-3-2017  | Подгориця   | Чорногорія         | 1 – 2     | Польща      | Відбір до ЧС 2018 | -    | 90+2'    |
| 10-6-2017  | Подгориця   | Чорногорія         | 4 – 1     | Вірменія    | Відбір до ЧС 2018 | -    |          |
| 1-9-2017   | Астана      | Казахстан          | 0 – 3     | Чорногорія  | Відбір до ЧС 2018 | -    |          |
| 4-9-2017   | Подгориця   | Чорногорія         | 1 – 0     | Румунія     | Відбір до ЧС 2018 | -    |          |
| 5-10-2017  | Подгориця   | Чорногорія         | 0 – 1     | Данія       | Відбір до ЧС 2018 | -    |          |
| Усього     |             | Матчів             | 18        |             | Голів             | 0    |          |

## Титули і досягнення
- Володар Суперкубка Італії (2):

«Лаціо»: 2017, 2019
- Володар Кубка Італії (1):

«Лаціо»: 2018-19